# Jeffrey Hammond

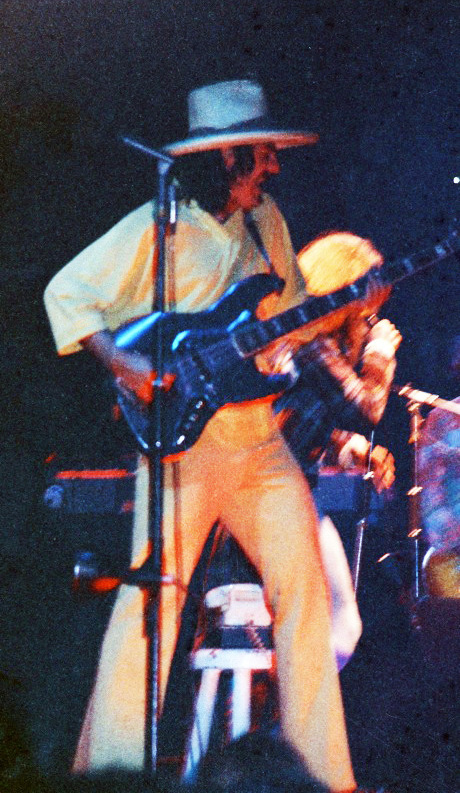
Jeffrey Hammond, 1973.

Jeffrey Hammond, född 30 juli 1946 i Blackpool i England, är en musiker och konstnär. Han är främst känd som basist i rockgruppen Jethro Tull åren 1971–1975. Han ersatte gruppens första basist Glenn Cornick under inspelningarna av albumet Aqualung. Hammond spelade sedan på alla gruppens album fram till Minstrel in the Gallery. Han slutade sedan i gruppen och har varit verksam som konstnär sedan dess.
Jethro Tulls sångare Ian Anderson kände Hammond sedan skoltiden och skrev låtarna "A Song for Jeffrey från albumet This Was, och "Jeffrey Goes to Leicester Square" från albumet Stand Up om honom, redan innan han blivit medlem i bandet.
Jeffrey Hammond använder ibland namnet Jeffrey Hammond-Hammond som ett skämt då både hans far och mor haft samma efternamn innan de gifte sig.